# Zahraniční dluh

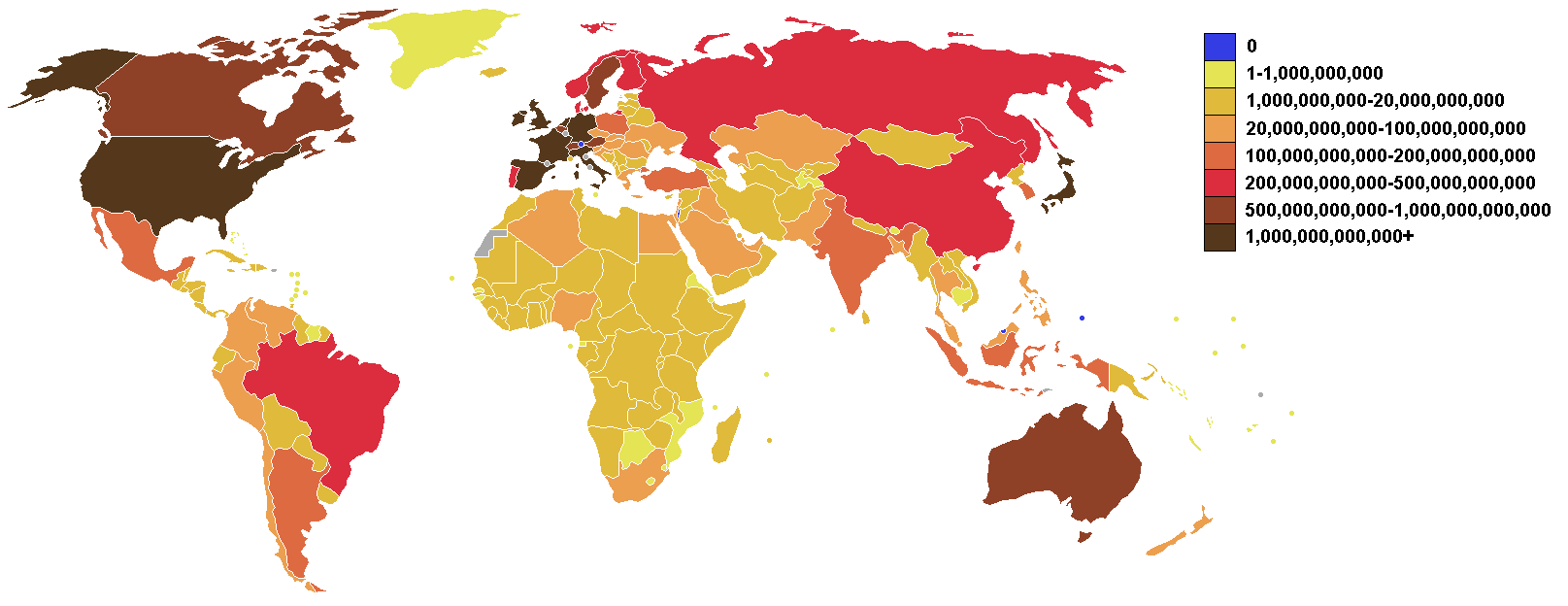
Zahraniční dluh jednotlivých zemí světa v amerických dolarech.
Zdroj: publikace The World Factbook americké CIA z roku 2005

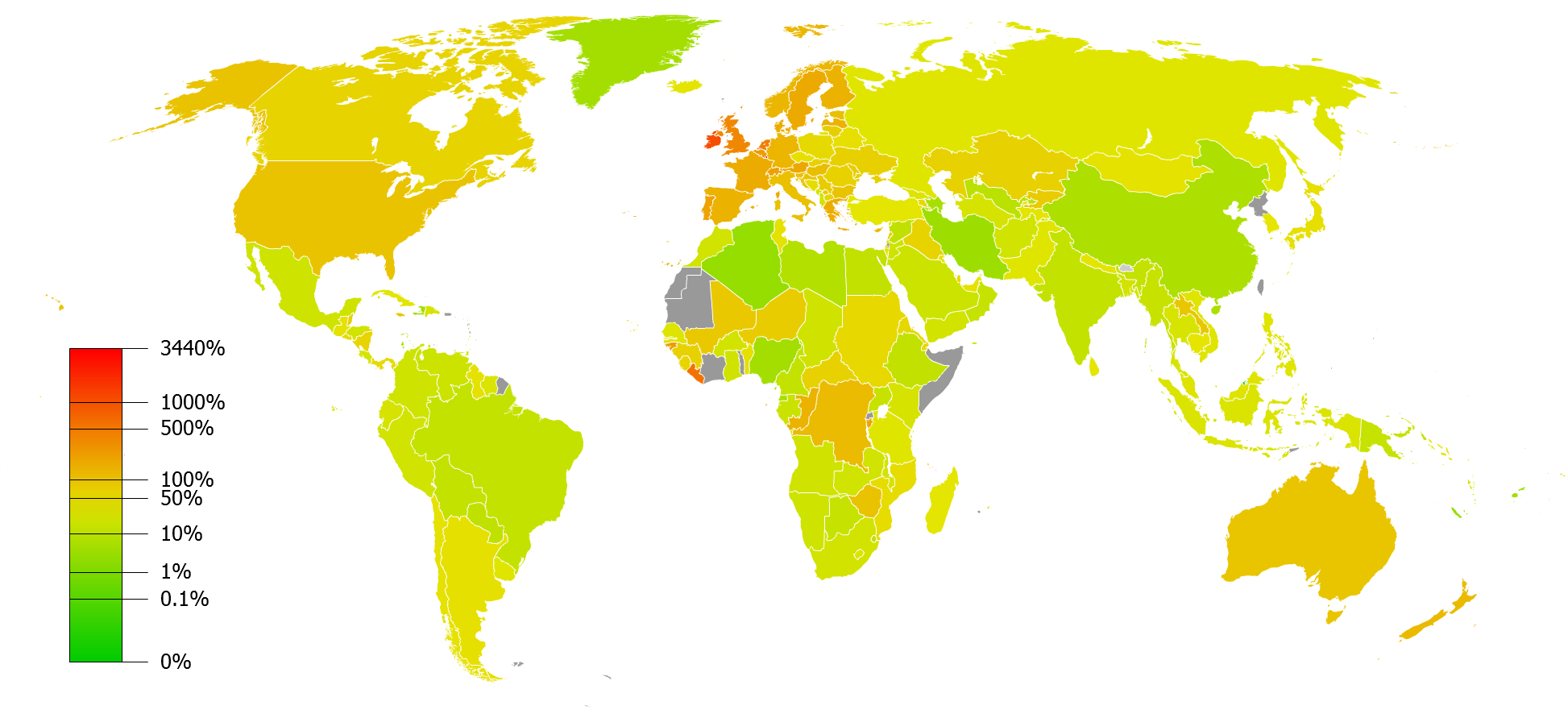
Kolik procent hrubého domácího produktu činí zahraniční dluh jednotlivých zemí světa.
Zdroj: publikace The World Factbook americké CIA z roku 2011

Zahraniční dluh (angl. external debt) nějakého státu je součet všech dluhů, které různé subjekty dluží věřitelům v zahraničí. Mezi dlužníky, kteří se na něm podílejí, patří jak veřejná správa (dluh státu, samosprávných částí a dalších orgánů státu), tak právnické osoby (firmy) a fyzické osoby (domácnosti). Mezi věřiteli mohou být soukromé banky, jiné vlády a mezinárodní finanční instituce jako je Mezinárodní měnový fond a Světová banka. Nejchudší země téměř nejsou schopny splácet své dluhy.

## První Československá republika
Údaje v této kapitole zahrnují pouze zahraniční část státního dluhu. Informace o zahraničním zadlužení ostatních subjektů nejsou v citovaných zdrojích uvedeny.
Nově vzniklé Československo bylo od svého vzniku zatíženo zahraničním dluhem, na jehož vzniku nemělo vždy přímý vliv. Šlo především o podíl na předválečném dluhu Rakouska-Uherska a úhradě části bankovek a cenných papírů ve výši 5 miliard korun, a úvěry na pokrytí nákladů na armádu a repatriaci legií ve výši asi 8 miliard korun. Československo se rovněž zavázalo uhradit náhradu za majetek Rakouska-Uherska, který republika získala při svém vzniku, v odhadované výši asi 7,6 miliard korun. Tyto závazky Československá republika potvrdila ve smlouvě v Saint-Germain uzavřené dne 10. září 1919. Původně mělo Československo celkem zaplatit 13,277 miliard korun, ale rozhodnutím Haagské konference v roce 1930 byl snížen tento závazek Československa na 6,342 miliard korun.
Stejně jako ostatní nástupnické země z rozpadlého Rakouska-Uherska mělo na základě Dohody ze Saint Germain uzavřené současně s mírovou Smlouvou ze Saint Germain platit spojencům příspěvek na náklady spojené s osvobozením (contribution aux dépenses de libération, poněkud nepřesně označovaný jako "poplatek za osvobození"), jehož výše byla ve smlouvě navržena na maximálně 750 milionů zlatých franků, ale postupně byla redukována, až na konferenci v Haagu v roce 1930 byly s definitivní platností určeny splátky příspěvku v roční výši 10 milionů zlatých marek (asi 80 milionů tehdejších korun) po dobu 37 let (tj. do roku 1966). Zároveň byly zrušeny veškeré další pohledávky vůči Československu. Ve státním rozpočtu byla vedena samostatná položka zahraničního dluhu "Dluh vyplývající z mírových smluv" ve výši 4,4 miliardy korun, která byla v roce 1930 nahrazena položkou "Platba společné pokladně" ve výši na 1,12 miliardy.
V roce 1926 dosahoval zahraniční dluh téměř 10 miliard korun, z toho 4,4 miliardy byl dluh vzniklý na základě mírových smluv, konkrétně šlo o podíl na předválečném dluhu Rakouska-Uherska (dluh byl veden v rozpočtu, byly z něj placeny úroky, ale splácen nikdy nebyl). Celkový státní dluh byl v roce 1926 téměř 35 miliard. Další položky vyplývající z mírových dohod (platba za majetek Rakouska-Uherska, který republika získala v rámci osamostatnění, jehož hodnota byla odhadována na 7,6 miliardy korun, a tzv. poplatek za osvobození) dosud nebyly vyměřeny a ve státním rozpočtu nebyly uváděny. Českoslovenští politici kromě toho doufali, že tyto požadavky v konečném důsledku nebudou uplatňovány.
K začátku roku 1930 se zahraniční dluh snížil na přibližně 6,6 miliardy korun, z toho pouze 1,12 miliardy byl dluh v důsledku poválečného vypořádání, šlo o příspěvek za osvobození, který byl definitivně odsouhlasený až v rámci dohody z Haagu z ledna 1930. Ve státním rozpočtu byla tato položka vedena jako "Platba do společné pokladny". Zároveň však byly uvedenou dohodou zrušeny ostatní požadavky: úhrada části předválečného dluhu Rakouska-Uherska (4,4 miliardy uváděné v předchozích rozpočtech) a platba za majetek Rakouska-Uherska (odhadovaná původně na 7,6 miliardy korun). Celkový státní dluh k počátku roku 1930 přesáhl 36 miliard korun. Ke konci roku se dluh zvýšil na téměř 37 miliard korun a podíl zahraničního dluhu se zvýšil na 8,4 miliardy korun.
V následujícím období se státní dluh pomalu zvyšoval. Zahraniční dluh kolísal kolem hodnoty 8 miliard korun. V roce 1935 přesáhl státní dluh 40 miliard korun, zahraniční dluh byl ke konci roku 8,2 miliardy korun.
V září 1938, těsně před obsazením pohraničí na základě Mnichovské dohody činil státní dluh 51,7 miliardy korun, z toho na zahraniční dluh připadalo 15,6 %. (asi 8 miliard korun)

## Protektorát
Za Protektorátu byl v březnu 1940 zaveden matrikulární příspěvek odváděný do rozpočtu Říše, který byl interpretován jako „poplatek za ochranu“, šlo však de facto o válečnou daň. Matrikulační příspěvek byl hlavní příčinou schodkových státních rozpočtů a v důsledku vedl k prohlubování státního dluhu v době Protektorátu. 
Celkový státní dluh se v období Protektorátu zvýšil z 38 miliard korun v roce 1939 na 98 miliard v roce 1945. Zahraniční podíl státního dluhu se ve stejném období zvýšil z  8,5 miliardy na téměř 19 miliard korun.

## Studená válka
Země Východní Evropy dlužily soukromým bankám Západní Evropy značné prostředky a postupně zadlužení rostlo.

## Česká republika
Zahraniční dluh Česka od roku 1993 většinu času vytrvale stoupal. Výjimkou byla poměrně krátká období mezi lety (1997) 1999 a 2003 a poslední období od roku 2017, kdy se hodnota zahraničního dluhu zvyšovala pomaleji, nebo i mírně klesala.
Po prudkém růstu v předchozím období dosáhl v polovině roku 2017 zahraniční dluh Česka 4,48 biliónu korun, neboli 92 % HDP. Podle údajů Českého statistického úřadu a České národní banky byl ke stejnému roku zahraniční dluh 4,37 bilionu korun, což odpovídalo 85,5 % HDP. Prudký růst zahraniční zadluženosti byl důsledkem aktivit ČNB, která se snažila bránit posílení koruny pod úroveň 27 Kč/€. ČNB však zároveň investovala nakoupené devizy v zahraničí. Díky tomu čistá mezinárodní investiční pozice (NIIP) ČR, tj. rozdíl zahraničního dluhu a zahraničních pohledávek českých rezidentů, byla v roce 2017 výrazně nižší -24,9 % HDP (tj. Česko stále bylo dlužnická země, ale situace nebyla tak dramatická, jak by se mohlo zdát na základě vývoje zahraničního dluhu).
K roku 2023 vzrostl zahraniční dluh na 4,62 bilionu korun. V poměru k HDP se jeho velikost od roku 2017 snižovala až na necelých 63 % v roce 2023. Ukazatel NIIP se zlepšil na -13,2 % HDP.